# Anisothecium rufescens
Anisothecium rufescens là một loài Rêu trong họ Dicranaceae. Loài này được (With.) Lindb. mô tả khoa học đầu tiên năm 1879.